# Cellers de Scala Dei
Cellers de Scala Dei és un celler fundat el 1974 i ubicat al bell mig d'Escaladei (la Morera de Montsant, Priorat), en un edifici del segle xiv que pertanyia als monjos cistercencs.

## Història
L'origen de la propietat privada dels Cellers de Scala Dei es remunta a la desamortització de Mendizábal (1835), que va prendre les propietats de la Cartoixa d'Escaladei per subhastar-les. Avui dia les terres pertanyen principalment a dos cellers, Cellers de Scala Dei i La Conreria de Scala Dei.
L'Orde del Cister consta entre els primers elaboradors de vins a la península ibèrica amb la Cartoixa de Scala Dei, ja al segle xi, que fou el centre d'una comarca històrica que incloïa les actuals denominacions d'origen del Priorat i del Montsant.
La família Peyra va adquirir una part de la propietat, i va seguir cultivant la vinya i fent-hi vi fins que el 1974 va fundar Cellers de Scala Dei, que actualment està gestionada per Codorníu, qui també n'és accionista.